# Ligue nationale démocratique grecque

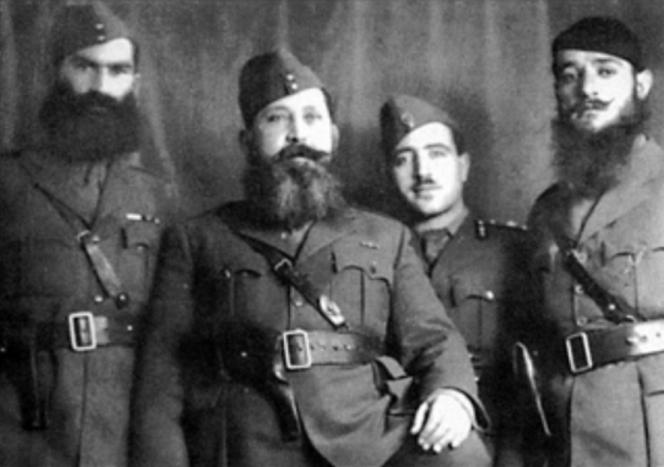
Napoléon Zervas, chef de l'aile militaire du groupe de résistance EDES, entouré d'officiers.

La Ligue nationale démocratique grecque ou Ligue nationale républicaine grecque (en grec moderne : Εθνικός Δημοκρατικός Ελληνικός Σύνδεσμος, Ethnikos Dimokratikos Ellinikos Syndesmos, en abrégé EDES) était l'une des principales mouvances formant la Résistance grecque durant l'occupation du royaume hellène par les puissances de l'Axe, durant la Seconde Guerre mondiale.
Pendant la Seconde Guerre mondiale, la Ligue nationale démocratique était la plus importante formation non-communiste au sein de la résistance grecque. Concentrée surtout en Épire, son idéologie était proche du vénizélisme et donc de tendance républicaine. À partir de 1943, la Ligue entre en conflit avec son principal rival, le Front de libération nationale (EAM), lui-même lié au Parti communiste grec. Après la guerre et la restauration du roi Georges II, leur opposition débouche sur une guerre civile qui contribue à l'affaiblissement de la Grèce.